# АРКОС
АРКОС (англ. Arcos, All Russian Cooperative Society Limited, Всероссийское кооперативное акционерное общество) — советская хозяйственная организация в Великобритании в довоенное время XX века.

## Учреждение (1920) и деятельность до 1927 года
Была учреждена в Лондоне 11 июня 1920 года по английским законам советской кооперативной делегацией для ведения торговли между РСФСР и Англией во главе с Л. Б. Красиным и участием М. М. Литвинова и В. П. Ногина, и зарегистрирована в английском министерстве торговли как частная компания с ограниченной ответственностью. Выступала представителем советских внешнеторговых организаций, осуществляла экспортные и импортные операции, имела конторы и отделения в ряде стран Европы, Северной Америки и Азии. Главная контора, известная как «Русский дом» или «Советский дом», находилась в лондонском Сити в доме № 49 по улице Мургейт.
С 1922 года носила наименование Arcos Ltd. Постановлением Совета народных комиссаров РСФСР от 6 марта 1923 года АРКОС был допущен к ведению операций на территории РСФСР. АРКОС вёл торговлю по поручениям советских хозяйственных органов (все импортные операции и значительная часть экспорта) и был крупнейшим импортно-экспортным объединением в Англии. Его выручка в 1927 году превышала 100 млн фунтов стерлингов.

## Обыск 1927 года
АРКОС получила широкую известность в мире в связи с разрывом англо-советских дипломатических отношений в 1927 году. 23 февраля 1927 года британский министр иностранных дел Джозеф Остин Чемберлен обратился к советскому правительству с нотой, где содержалось требование прекратить «антианглийскую пропаганду» и военную поддержку гоминьдановского правительства в Китае. В ноте было предупреждение, что продолжение такой политики неизбежно повлечёт «аннулирование торгового соглашения, условия которого так явно нарушались, и даже разрыв обычных дипломатических отношений». По инициативе Леопольда Эмери, 12 мая 1927 года английская полиция провела в помещениях АРКОС и советского торгового представительства в Лондоне операцию в поисках компрометирующих документов, свидетельствовавших о шпионской деятельности ряда сотрудников компании. 17 мая советское правительство выступило с нотой протеста. Английское правительство заявило о разрыве дипломатических отношений с СССР, деятельность АРКОС была почти полностью прекращена. Операция английской полиции в советской печати была охарактеризована как «налёт» и «провокационное нападение». Заместитель народного комиссара иностранных дел СССР M. M. Литвинов 26 июня 1927 года заявил, что «разрыв не является результатом налёта», а, наоборот, «самый налёт был предпринят для подготовки разрыва».
Историк Луис Фишер отмечает, что полицейский обыск «не выявил ничего такого, что не было бы известно ранее, и не привёл к обнаружению секретных документов, якобы украденных из министерства обороны, которые служили предлогом для рейда. Официальный отчёт … не привёл к арестам и обвинениям в незаконной или подрывной деятельности…».

## Возобновление отношений в 1929 году
Деятельность АРКОС возобновилась в 1929 году после восстановления дипломатических отношений между СССР и Англией, однако основные торговые операции проходили уже по линии торгового представительства СССР, а участие АРКОС в товарообороте резко сократилось. Деятельность АРКОС продолжалась вплоть до Второй мировой войны.